# Giải đố
Giải đố là một trò chơi, bài toán hoặc một đồ chơi dùng để kiểm tra trí thông minh hoặc tri thức của người chơi. Trong một câu đố, người chơi sẽ làm nhiệm vụ đưa các mảnh tư duy ghép lại với nhau theo cách hợp lý, để đạt được giải pháp đúng của câu đố. Có nhiều thể loại khác nhau của các câu đố, chẳng hạn như câu đố ô chữ, câu đố tìm từ, câu đố số hoặc câu đố logic.
Các câu đố thường được tạo ra như một hình thức giải trí nhưng chúng cũng có thể phát sinh từ các vấn đề của toán học hoặc hậu cần thực sự nghiêm túc. Trong những trường hợp như vậy, giải pháp của chúng có thể là một đóng góp đáng kể cho nghiên cứu toán học.